# Isole Opasnye
Le isole Opasnye (in russo Острова Опасные, ostrova Opasnye, in italiano "isole pericolose") sono un gruppo di isole russe che fanno parte dell'arcipelago di Severnaja Zemlja e sono bagnate dal mare di Kara.
Amministrativamente fanno parte del distretto di Tajmyr del Territorio di Krasnojarsk, nel Distretto Federale Siberiano.

## Geografia
Situate nella parte sud-occidentale dell'arcipelago, si trovano circa 50 km a sud dell'isola della Rivoluzione d'Ottobre, 42 km a ovest dell'isola Bolscevica e 23 km a sud-ovest delle isole Krasnoflotskie.
Si tratta di 2 piccole isole posizionate in direzione ovest-est a una distanza di 1,4 km l'una dall'altra. Entrambe hanno una forma circolare con un diametro di 200-250 m. Sono parzialmente coperte dal ghiaccio. Il mare lungo le coste raggiunge i 39 m di profondità, ma più in là scende oltre i 100 m. Esse sono infatti la cima di una piccola dorsale sottomarina che sale ripida dalla piattaforma piana del mare di Kara. A causa di ciò e delle loro piccole dimensioni, sono considerate un rischio per la navigazione (il nome "Опасные" si traduce per l'appunto con "pericolose").
I singoli nomi indicano semplicemente la loro posizione all'interno del gruppo:
- Isola Vostočnyj, è l'isola orientale e la più grande. Su essa si trova il punto più alto del gruppo (14 m s.l.m.) e un punto di rilevamento topografico.
- Isola Zapadnyj, è l'isola occidentale.

## Isole adiacenti
- Isole Krasnoflotskie (острова Краснофлотские, ostrova Krasnoflotskie), 23 km a nord-est.